# Slim Chickens
A Slim Chickens é uma cadeia americana de restaurantes fast casual especializada em filés de frango, asas, sanduíches, saladas, wraps, frango e waffles e outros itens. Foi fundada em 2003 por Greg Smart e Tom Gordon.

## História
A primeira unidade foi inaugurada em 2003, na 2120 N. College Avenue, em Fayetteville, Arkansas, em um prédio que anteriormente abrigava um restaurante de sushi. Em 2005, a segunda unidade foi inaugurada na cidade vizinha de Rogers. A expansão da cadeia se acelerou em 2008, com a abertura de mais cinco unidades próprias no Arkansas e em Oklahoma. Em 2013, a primeira unidade franqueada foi aberta em Texarkana, Arkansas, pelo empresário Greg McKay. No ano seguinte, foram fechados seis acordos regionais de franquia.
Desde então, a empresa se expandiu com mais de 100 locais em 19 estados, com locais internacionais no Reino Unido, no Kuwait e na Alemanha. A 100ª unidade foi inaugurada em Little Rock, Arkansas, em 18 de dezembro de 2020.